# إمارة
الإمارة هي صورة من صور الدول السياسية، وسميت نسبة إلى من يحكمها وهو «الأمير». وعادة يكون نظام الحكم وراثيا كالنظام الملكي. من أمثلة الإمارات في العالم، إمارة موناكو، وإمارة قطر، وإمارة الكويت، والإمارات العربية المتحدة وهي سبع إمارات يحكم كل منها أمير مستقل في إمارته، ولكنها اتحدت في دولة اتحادية واحدة عام 1971 وإمارة أفغانستان الإسلامية.

## قائمة الإمارات الحالية

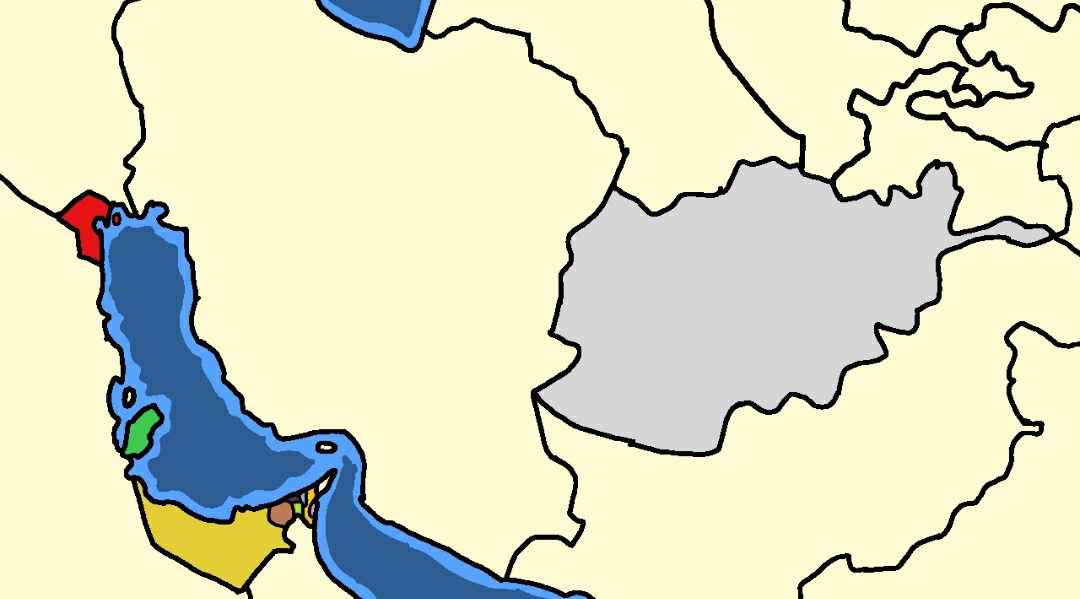
موقع أفغانستان (رمادي)، موقع الكويت (أحمر)، قطر (أخضر)، وإمارات الإمارات العربية المتحدة.

قائمة الإمارات الحالية:
- إمارة القوقاز الإسلامية
- الكويت
- قطر
- إمارة أفغانستان الإسلامية
- الإمارات العربية المتحدة

## أصل الكلمة
تعني كلمة الإمارة في اللغة الولاية. وتطلق أيضاً على منصب الأمير، وعلى جزء من الأرض يحكمه الأمير. والأمير هو من يتولى الإمارة، أو من يتولى أمر قوم، وإمْرَتهم. ويطلق أيضاً على الملك، وعلى من وُلد في بيت الإمارة. وربما أطلق على الزوج، فيقال: هي مطيعة لأميرها.